# Pulli pank
Pulli pank är en klippudde på Ösel i Estland. Det ligger i Ösels kommun i landskapet Saaremaa (Ösel), i den västra delen av landet, 140 km sydväst om huvudstaden Tallinn. Udden är klippig och brant och omkring tio meter hög. Den ligger på Ösels norra kust vid byn Pulli som före 2017 tillhörde Orissaare kommun.